# Enric Margall i Tauler
Enric Margall (Malgrat de Mar, 28 d'agost del 1944 – 1986) va ser un destacat jugador de bàsquet català de les dècades dels 1960 i 1970.

## Història
Enric Margall i Tauler va néixer el 1944 a Malgrat de Mar i va morir el 1986 a causa d'una aturada cardíaca, a l'edat de 42 anys. Membre d'una nissaga de jugadors de bàsquet, juntament amb els seus germans Narcís Margall i Josep Maria Margall, amb els quals arribà a coincidir al Joventut la temporada 1972-73.
Amidava 1,94 metres d'altura i va destacar jugant en la posició d'aler-pivot. Era esquerrà, i especialista a més a defensar als millors pivots del conjunt rival. A tot això li afegia unes bones aportacions ofensives. Ja als setze anys era titular a la UE Malgrat, però, pràcticament tota la seva carrera esportiva la va desenvolupar al Club Joventut de Badalona, en el qual va jugar onze temporades entre 1963 i 1974.
Va jugar 136 partits internacionals amb la selecció absoluta d'Espanya, on debutà el 1964 amb tot just 20 anys. Va guanyar la medalla d'argent al Campionat d'Europa de Barcelona de 1973 i participà en els Jocs del Mediterrani de Tunis 1967, dos Jocs Olímpics (Mèxic 1968 i Múnic 1972) i en cinc Campionats d'Europa consecutius (entre 1965 i 1973).
El 1974, amb 30 anys, es va veure obligat a abandonar la pràctica activa del bàsquet per prescripció mèdica, al ser-li diagnosticada una malaltia coronària. Dotze anys després, el 1986, va morir a causa d'una aturada cardíaca.

## Trajectòria esportiva
- UE Malgrat: 1960-1963
- Club Joventut de Badalona: 1963-1974

## Títols
- 1 Lliga espanyola: (1967)
- 1 Copa d'Espanya: (1969)
- 1 medalla de plata a l'Europeu de Barcelona de 1973